# Amomum argyrophyllum
Amomum argyrophyllum är en enhjärtbladig växtart som beskrevs av Henry Nicholas Ridley. Amomum argyrophyllum ingår i släktet Amomum och familjen Zingiberaceae. Inga underarter finns listade i Catalogue of Life.